# Col de l'Aulp
Le col de l'Aulp est un col de France situé en Haute-Savoie, au-dessus du lac d'Annecy et dominé par la Tournette. Il constitue un point de vue populaire sur le lac depuis le chalet de l'Aulp situé juste au nord du col.

## Géographie
Le col de l'Aulp est situé à 1 425 mètres d'altitude, sur une croupe reliant la Tournette — plus précisémment la Pierre Châtelard (2 176 m) — à l'est-nord-est au rocher du Roux (1 561 m) au sud-ouest et au-delà le col de la Forclaz (1 147 m). Il se trouve sur le territoire communal de Talloires-Montmin, sur le passage de la limite communale des deux anciennes communes de Talloires dont le village se trouve à l'ouest-nord-ouest et de Montmin dont le village se trouve au sud et qui fusionnent en 2016.
Le col tire son nom de l'alpage — « aulp » en arpitan — qui s'étend autour et jusqu'à la ferme du chalet de l'Aulp situé juste au nord ; cet établissement agricole est accessible par une piste carrossable au départ du pré Vérel au sud et passant à quelques mètres au nord-est et au-dessus du col de l'Aulp. Le col en lui-même est accessible par un sentier de randonnée emprunté par les itinéraires du GR 96 et du GRP Tour du lac d'Annecy.

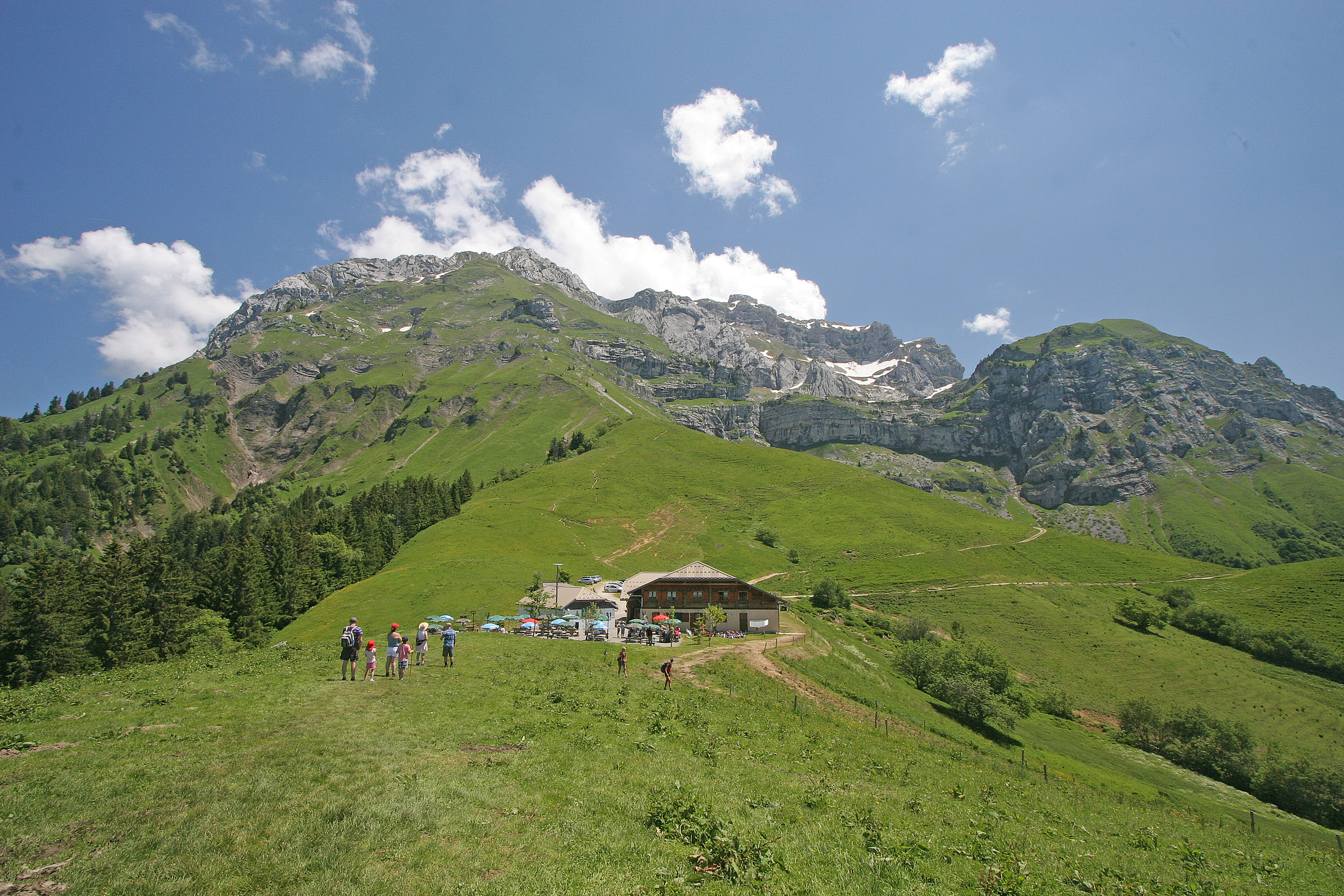
Le chalet de l'Aulp dominé par la Tournette avec le col de l'Aulp à droite.

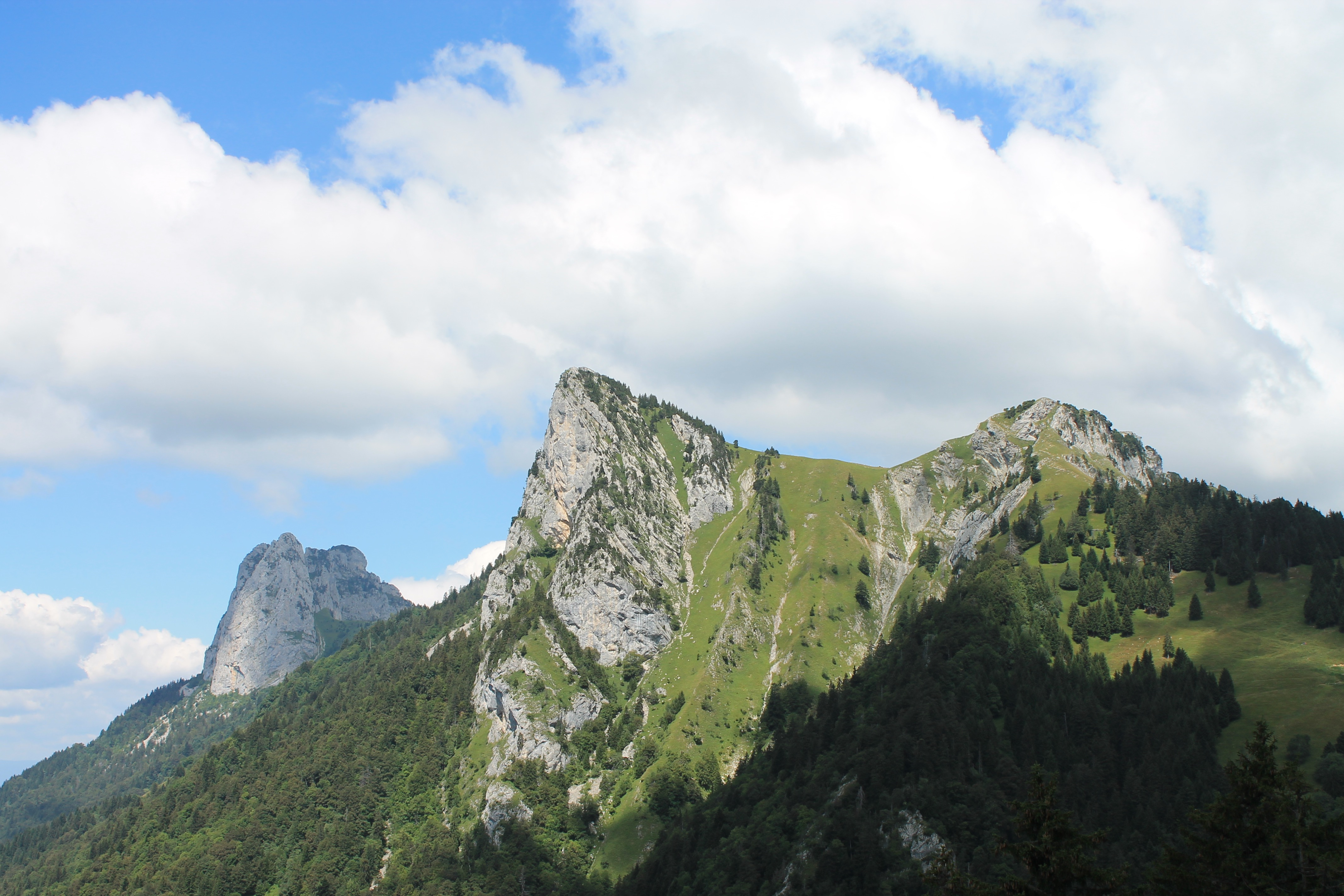
Vue des dents de Lanfon (à gauche), du Lanfonnet (au centre) et du roc Lancrenaz (à droite) depuis le col de l'Aulp.